# Loxton (Somerset)
Pour les articles homonymes, voir Loxton.
Loxton est une paroisse civile et un village du Somerset, en Angleterre.